# سيكاديات
السيكاديات (الاسم العلمي: Cycadales) هي رتبة من النباتات تتبع طائفة السيكادانية من شعبة الحقيقات الأوراق. نباتات السيكادا CycadoPhyta Division تحتوي على مخاريط التي بدورها تحتوي على تراكيب تكاثرية ذكرية وانثوية ويصل طول المخاريط إلى 1 م و35 كجم ويصل طول نباتات السيكادا إلى 18 م وتحتوي نباتات السيكادا على 11 جنس و 250 نوع فقط 
قد يظن بعض الناس ان نباتات السيكادا انها اشجار النخيل وهذا اعتقاد خاطئ لكن نباتات السيكادا تشبه اشجار النخيل وذلك في ان لها اوراق كبيرة مقسمة لكن تختلف في استراتيجيات التكاثر أو أن نباتات السيكادا لهاس ساق طرية تحتوي على نسيج خازن وانتشرت نباتات السيكادا منذ 200 مليون سنة تقريبا

## فصائل
- الفصيلة السيكادية
- الفصيلة الزامية